# Cross Insurance Arena
Cross Insurance Arena, tidigare Cumberland County Civic Center, är en multiarena i Portland, Maine. Arenan byggdes 1977 till en kostnad av 8 miljoner dollar och är hemmaarena för Portland Pirates i American Hockey League. Det finns 6 733 fasta platser i arenan och det plats för upp till 9 500 åskådare för konserter.
Interiören består av läktare i ett plan med 24 rader, 14 platser i bredd och 30 separata sektioner runt. Arenagolvet har en yta på 3 210 kvadratmeter vilket gör den användbar för mässor och kongresser samt sport och konserter. Arenans officiella namn är George I. Lewis Auditorium på Cumberland County Civic Center. Pressläktaren är namngiven efter den lokala sportreporterlegenden Frank Fixaris. ZZ Top var den första artisten att framträda på Civic Center när de närvarade på invigningen den 3 mars 1977.
I oktober 2010 röstade en arbetsgrupp för att finansiera renoveringar för mellan 27 och 29 miljoner dollar. Renoveringarna inkluderade tillägg av VIP-platser, uppgraderingar av omklädningsrum, ett ökat antal toaletter och andra förbättringar. Renoveringarna skulle tillföra drygt 3 200 kvadratmeter till byggnaden. Om förslaget godkändes av Civic Centers styrelse skulle den finansieras av county-obligationer.
Obligationen godkändes av countyts väljare i november 2011. Renoveringar började efter ishockeysäsongen 2011/2012. Efter slutförandet av Portland Pirates 2012/2013-säsong stängde arenan för en andra renoveringsfas, och planerades att öppna i januari 2014. Pirates spelade den första delen av säsongen 2013/2014 i Androscoggin Bank Colisée i Lewiston. Alla renoveringar slutfördes i februari 2014, och den första händelsen i anläggningen var Maine Home, Remodeling and Garden Show lördagen den 15 februari 2014.